# 偏钒酸铵
偏釩酸銨是一種無機化合物，化學式為NH4VO3。它是一種白色晶体，但樣品由於五氧化二釩雜質存在而常呈黃色。它是提純釩的重要中間體。

## 性质
偏釩酸銨是白色至微黄色结晶粉末，微溶于冷水、热乙醇和乙醚，溶于热水和稀氨水中。在空气中灼烧时转变为具有毒性的五氧化二钒。偏釩酸銨含有由共角 VO4 四面体组成的无限长链结构。
|          |            |               |
| 球棍模型 | 多面体模型 | [(VO3)n]n− 链 |

## 制备
在钒酸钠溶液用盐酸调pH至7.5～8，再加热至70～80°C与氯化铵溶液进行反应，析出物经离心分离、水洗、干燥，制得偏钒酸铵成品。
{\displaystyle {\rm {\ Na_{3}VO_{4}+2HCl\rightarrow NaVO_{3}+2NaCl+H_{2}O}}}
{\displaystyle {\rm {\ NaVO_{3}+NH_{4}Cl\rightarrow NH_{4}VO_{3}\downarrow +3NaCl+}}}{\displaystyle {\rm {\ 2NH_{3}\cdot H_{2}O}}}

## 用途
偏釩酸銨主要用作化学试剂、催化剂、催干剂、媒染剂等。它在陶瓷工业中被广泛用作釉料。也可用于製造五氧化二钒。